# Erhard Prunner
Erhard Prunner  (fälschlich auch Erhard Rothuet; * im 14. Jahrhundert in Arnbach oder Ottmarshart, Herzogtum Bayern; † 1442 im Kloster Indersdorf) war Augustiner-Chorherr und von 1412 bis 1442 Propst des Klosters Indersdorf.  

## Leben
Das Geburtsjahr des Propstes Erhard Prunner ist nicht bekannt. Er war ein Bauernsohn aus den stiftseigenen Dörfern Arnbach oder Ottmarshart; seine Mutter Afra, verwitwete Prunner / Brunner, starb 1407. Nachdem sein Vorgänger Propst Petrus Fries (reg. 1389–1412) wegen Überschuldung des Klosters auf Beschluss der Konventualen von seinem Amt zurücktreten musste, wurde Erhart Prunner als dessen Nachfolger gewählt. 1412 trat auf sein Drängen auch sein Halbbruder Johannes Rothuet, der bereits als weltlicher Schulmeister in Indersdorf wirkte, als Novize in das Kloster ein. Probst Erhard entsandte ihn schon bald in das fränkische Kloster Neunkirchen am Brand, das als eines der ersten Klöster außerhalb Böhmens die Raudnitzer Klosterreform eingeführt hatte. Bereits 1417 wurde die Reform auch für das Kloster Indersdorf übernommen. Danach entsandte Propst Erhard Indersdorfer Mönche in über zwanzig Chorherren- und Benediktinerstifte, um diese mit den beschlossenen Reformen vertraut zu machen. Dadurch konnten die Reformen schnell und erfolgreich umgesetzt und ausgebreitet werden. Indersdorf wurde damit ein Zentrum der Raudnitz-Indersdorfer Klosterreform, die auch als „Indersdorfer Klosterreform“ bekannt wurde.
Durch sparsame Wirtschaftsführung gelang es Propst Erhard, die Klosterschulden zu tilgen und notwendige Instandsetzungen an den Klostergebäuden und der Klosterkirche zu veranlassen. 1426 war er Mitvisitator im Kloster Tegernsee. Kaiser Sigismund übertrug ihm auf dem Konzil von Basel das Recht, Mitra und Stab zu tragen. Obwohl er beides vom Kaiser geschenkt bekam, soll er davon keinen Gebrauch gemacht haben. 
Propst Erhard Prunner starb 1442 im Kloster Indersdorf. Zum Nachfolger wurde sein Bruder Johannes gewählt.